# Ḩavīq
Ḩavīq (persiska: حویق) är en ort i Iran.   Den ligger i provinsen Gilan, i den nordvästra delen av landet, 400 km nordväst om huvudstaden Teheran. Antalet invånare är 1 237.
Terrängen runt Ḩavīq är varierad.  Närmaste större samhälle är Līsār, 20,0 km söder om Ḩavīq. 